# Stockport County F.C.
Stockport County Football Club – angielski klub piłkarski z siedzibą w Stockport, grający obecnie w League One. W 1975 roku w drużynie ze Stockport grał George Best, który rozegrał 3 spotkania i strzelił 2 gole. 

## Obecny skład
Stan na 31 stycznia 2023
| Nr | Poz. | Piłkarz                 |
| -- | ---- | ----------------------- |
| 1  | BR   | Ben Hinchliffe          |
| 2  | OB   | Macauley Southam-Hales  |
| 3  | OB   | Kyle Knoyle             |
| 4  | PO   | Akil Wright             |
| 5  | OB   | Neill Byrne             |
| 6  | OB   | Fraser Horsfall         |
| 7  | PO   | Connor Lemonheigh-Evans |
| 8  | PO   | Callum Camps            |
| 9  | NA   | Paddy Madden (kapitan)  |
| 10 | PO   | Antoni Sarcevic         |
| 13 | BR   | Bobby Jones             |
| 14 | PO   | Will Collar             |
| 15 | OB   | Ryan Johnson            |

| Nr | Poz. | Piłkarz                                      |
| -- | ---- | -------------------------------------------- |
| 16 | NA   | Jack Stretton                                |
| 17 | PO   | Ryan Rydel                                   |
| 18 | PO   | Ryan Croasdale                               |
| 19 | NA   | Kyle Wootton                                 |
| 20 | NA   | Isaac Olaofe                                 |
| 21 | PO   | Myles Hippolyte                              |
| 23 | OB   | Chris Hussey                                 |
| 25 | BR   | Vítězslav Jaroš (Wypożyczony z Liverpoolu)   |
| 27 | OB   | Phil Bardsley                                |
| 31 | OB   | Joe Lewis                                    |
| 35 | PO   | Aaron Rowe (Wypożyczony z Huddersfield Town) |
| 36 | OB   | Joe Grayson (Wypożyczony z Barrow)           |

### Piłkarze na wypożyczeniu
| Nr | Poz. | Piłkarz                         |
| -- | ---- | ------------------------------- |
|    | BR   | Ethan Ross (w York City)        |
|    | OB   | Ben Barclay (w Carlisle United) |
| 11 | PO   | Ollie Crankshaw (w Motherwell)  |
| 22 | NA   | Scott Quigley (w Rochdale)      |

| Nr | Poz. | Piłkarz                                        |
| -- | ---- | ---------------------------------------------- |
| 24 | NA   | Daniel Okwute (w Warrington Rylands 1906 F.C.) |
| 26 | NA   | Keane Barugh (w Banbury United)                |
| 30 | PO   | Cody Johnson (w Banbury United)                |

## Rekordy
Najwyższe zwycięstwo : 13:0 przeciwko Halifax Town, 6 stycznia 1934 

Najwyższa porażka :  0:9 przeciwko Everton (rezerwy), 9 grudnia 1893 

Największa widownia : 27 833 podczas meczu z Liverpoolem, 11 lutego 1950 

Najwięcej goli (sezon) : 47 – Alf Lythgoe (1933-1934) 

Najwięcej goli (kariera) : 140 – Jack Connor (1951-1956) 

Najmłodszy piłkarz : Chris Coward – 16 lat 31 dni w meczu przeciwko Sheffield Wednesday F.C., 23 sierpnia 2005] 

Najstarszy piłkarz : Alec Herd – 40 lat 41 dni w meczu przeciwko Crewe Alexandra F.C., 25 grudnia 1951 